# Corneliu Baba
(Corneliu Baba, Appunti di un pittore dell’Est)
Corneliu Baba (Craiova, 18 novembre 1906 – Bucarest, 28 dicembre 1997) è stato un pittore e illustratore rumeno, conosciuto principalmente come ritrattista, ma anche come pittore di genere.

## Biografia
Studia inizialmente con suo padre, il pittore Gheorghe Baba (che eseguiva affreschi sia all'interno che all'esterno delle chiese), per proseguire all'Accademia di Belle Arti di Bucarest, ma senza diplomarsi. La laurea in belle Arti la conseguirà qualche anno più tardi, nel 1938, all'Università di Iași, sotto la guida di Nicolae Tonitza

## Influenze
La sua pittura subisce l'influenza di grandi artisti: rumeni, come Nicolae Grigorescu e Nicolae Tonitza o europei come El Greco, Goya e Rembrandt. I generi artistici spaziano dall'autoritratto al ritratto di carattere sociale, dal paesaggio alla natura morta. È stato docente universitario all'Accademia di Belle Arti di Iaşi (dal 1946) ed a quella di Bucarest (dal 1958).

## Premi ed onorificenze
- 1953 e 1954 -  premio di Stato per l'arte della Repubblica Popolare Romena;
- 1955 –  medaglia d'oro alla mostra internazionale di Varsavia (Polonia);
- 1958 -  Maestro emerito dell'arte;
- 1960 -  medaglia d'oro alla mostra internazionale di fumetti, Lipsia (Germania);
- 1962 - ottiene il titolo di  Artista del popolo;
- 1970 - diventa  membro dell'Accademia  Tommaso Campanella di Roma;
- 1971 -  Merito culturale prima classe, la  Stella della Repubblica;
- 1973 - ottiene il titolo di  professore emerito;
- 1973 - premio per Ritratto alla Mostra internazionale di pittura realista - Sofia (Bulgaria);
- 1989 - premio speciale dell'Unione degli artisti plastici (UAP) della Romania;
- 1990 - premio nazionale delle arti plastiche, da parte del Ministero dei beni culturali.
- 1994 - laurea honoris causa conferita dal Conservatorio “George Enescu”;
- 1997 -  premio di eccellenza offerto dalla Fondazione Culturale Romena (FCR).